# Alpujarra de la Sierra
Alpujarra de la Sierra là một đô thị trong tỉnh Granada, Tây Ban Nha. Theo điều tra dân số 2007 (INE), đô thị này có dân số là 1168 người.
36°56′B 3°09′T / 36,933°B 3,15°T